# يو إف سي على إي إس بي إن: كييزا ضد ماغني
يو إف سي على إي إس بي إن: كييزا ضد ماغني (بالإنجليزية: UFC on ESPN: Chiesa vs. Magny)‏ هو حدث لفنون القتال المختلطة نظمته يو إف سي، أُقيم في 20 يناير 2021، على اتحاد أرينا في جزيرة ياس في أبو ظبي، الإمارات العربية المتحدة.